# Airedale terrier
Airedale terrier – rasa psa, należąca do grupy terierów, zaklasyfikowana do sekcji terierów wysokonożnych. Typ wilkowaty. Fakultatywnie podlega próbom pracy.

## Rys historyczny
Rasa ta powstała w drugiej połowie XIX wieku ze skrzyżowania otterhounda z wymarłym już czarnym i podpalanym terierem. Początkowo nazywała się waterside terrier, później – bingley terrier, a w końcu zmieniono jej nazwę na obecną, pochodzącą od doliny rzeki Aire w hrabstwie Yorkshire. Dokładnie nie wiadomo jakich ras psów użyto podczas tworzenia airedale terrierów, ale najczęściej wymienia się: otterhounda, black and tan terriera, collie oraz wiele różnych ras terierów.

## Zachowanie i charakter
Psa tej rasy cechuje łatwość uczenia się, duża inteligencja oraz wrodzone zamiłowanie do wody, umiejętność pływania, a nawet nurkowania. Ma wesołe usposobienie, zawsze skory do zabawy. Jest dobrym stróżem i obrońcą. Wymagana konsekwencja we wprowadzaniu nawyków żywieniowych – dorosłe psy często mają niepohamowany apetyt i zjadają drobne przedmioty znalezione na spacerze.

## Użytkowość
Początkowo wykorzystywany podczas polowań na wydry, lecz dzięki swojej wszechstronności sprawdza się w różnych dziedzinach myślistwa. Przy swoim dużym wzroście nie może być jednak norowcem. Podczas obu wojen światowych pracował jako pies sanitarny i łącznościowy, teraz często używany w policji. Z racji spokojnego usposobienia (odziedziczonego prawdopodobnie po Collie) szkoli się je na przewodników dla niewidomych. Oprócz tego airedale terriery doskonale sprawdzają się w psich sportach, wymagających dużej zwinności i posłuszeństwa. Zaliczane do psów obronnych.

## Budowa
Airedale terrier to pies długogłowy. Wielką sztuką w hodowli było uzyskanie tak długiej i wąskiej głowy, a jednocześnie tak solidnego kośćca. Airedale powinien mieć grube, proste nogi, wspaniały korpus, głęboką klatkę piersiową i krótkie lędźwie. Powinien być psem kwadratowym, ale o płynnej górnej linii szyi i tułowia (sylwetka jego nie może być rysowana samymi liniami prostymi). Powinien mieć długą szyję, ale krótki grzbiet. Powinien być mocny, ale jednocześnie nie za szeroki. Jego ogon musi być długi i prosty lub lekko wygięty, pionowo noszony – ale najważniejsze jest wysokie osadzenie. Ideałem jest, gdy ogon jakby "stoi na plecach", a za nim da się jeszcze zarysować zad.
Wymagane jest doskonałe ukątowanie kończyn oraz ich doskonały ruch. Airedale terrier prowadzi w akcji równoległe kończyny wyrzucając je daleko ku przodowi. Jego kłus jest rytmiczny i płynny, a krok odpowiednio długi, choć – jako terier – jest typowym galopenem. Uszy airedale t. nie mogą być ciężkie, "ogarowate", ale rażą także uszy zbyt lekkie, "foksterierowate". Są to małe trójkąty z wyraźną krawędzią załamania. Oczy są małe, ciemne i bystre.

## Umaszczenie
W górnych partiach grzbietu, szyi, ogona i na uszach podpalane czarne lub szare, na reszcie ciała podpalane w rudym odcieniu. Dopuszczalne są małe białe znaczenia na piersi i tzw. osmalenia (ciemne znaczenia) na głowie oraz wokół szyi.

## Zdrowie i pielęgnacja
Psy te nie gubią włosów, jednak potrzebują regularnego trymowania. Airedale terrier jest odporny na niekorzystne warunki pogodowe i nie należy do chorowitych ras, a najbardziej typowe dla niego problemy zdrowotne to dysplazja stawów, alergie skórne, choroby oczu i skręt żołądka.